# Petinomys
Petinomys é um gênero de roedores da família Sciuridae.

## Espécies
- Petinomys crinitus Hollister, 1911
- Petinomys fuscocapillus (Jerdon, 1847)
- Petinomys genibarbis (Horsfield, 1822)
- Petinomys hageni (Jentink, 1888)
- Petinomys lugens (Thomas, 1895)
- Petinomys mindanensis Rabor, 1939
- Petinomys sagitta (Linnaeus, 1766)
- Petinomys setosus (Temminck, 1844)
- Petinomys vordermanni (Jentink, 1890)